# Käthe Brodnitz
Käthe Brodnitz, später Käthe Fröhlich bzw. Käthe Brodnitz-Fröhlich, (* 10. März 1884 in Berlin; † 16. März 1971 in St. Petersburg (Florida)) war eine deutsche Germanistin, Schriftstellerin und Förderin frühexpressionistischer Dichter.

## Leben

Sigel des renommierten Vassar College in Poughkeepsie, an dem Käthe Brodnitz 1913 unterrichtete.

Käthe war das zweite Kind von Isidor Brodnitz († 1899) und Helene Brodnitz (1858–1930), geborene Brodnitz (sic!). Ihr Vater hatte 1870 in der Müllerstraße 177 (Berlin-Wedding) die Maschinenfabrik Brodnitz & Seydel gegründet, die Pumpen, Ventilatoren und Gasmotoren erzeugte. Ihre Geschwister waren Gertrud (1881–1942), Frieda Dorothea (1885–1943), Karl Benno (* 1888) und Lilly Charlotte (1897–1942). An Gertrud und Frieda Dorothea, die im KZ Theresienstadt starben, wird mit Stolpersteinen in Berlin-Steglitz, Zimmermannstraße 7 gedacht. Lilly Charlotte starb im Warschauer Ghetto, wohin sie deportiert worden war.
Käthe Brodnitz besuchte das Luisenstädter Realgymnasium in Berlin. 1905 legte sie die Prüfung als Sprachlehrerin für Englisch und Französisch ab. Sie studierte an den Universitäten Freiburg i. Br. und München Germanistik und Philosophie und wurde 1912 mit der Dissertation Die vier Märchenkomödien von Ludwig Tieck zum Dr. phil. promoviert. Im München gehörte sie zum Kreis um Artur Kutscher und war eng befreundet mit Ricarda Huch und den frühexpressionistischen Dichtern Hans Leybold, Klabund, Emmy Hennings und Hugo Ball, die sie auch finanziell unterstützte.
Bereits im Jahre 1913 lebte Käthe Brodnitz in den USA – sie lehrte am Vassar College in Poughkeepsie (NY) und war Professor am Wheaton College in Norton (MA). Beide Colleges waren bzw. sind renommierte Elitehochschulen für Frauen. Im Dezember 1914 hielt sie im St. Regis Hotel in Midtown Manhattan „wohl einen der ersten Vorträge über den literarischen Expressionismus“, der erstmals 1965 nach dem Manuskript gedruckt erschien:
„Während sie kraftvolle Bilder aus bisher unentdeckten Reichen heranziehen, verwerfen sie alle abgenutzten Vergleiche und die blumige Sprache der älteren Lyrik. Sie werden keine Romane von fünfhundert Seiten oder mehr schreiben. Ihre angestrengteste Arbeit besteht darin, den knappsten, prägnantesten, individuellsten Ausdruck für jeden Gedanken zu schaffen. Sie wollen ein literarisches Kunstwerk hervorbringen, das konzentrierte Arbeit repräsentiert, dessen Struktur aus einfachen, klaren Linien besteht.“ S. 43
In der „Kunst der Disharmonie“ haben nur noch starke Reize eine ästhetische Wirkung:
„Andere besingen den Ekel der Großstadt. Lampen glühen wie Eiterbeulen. Verbrecherinnen der Liebe werden verfolgt. Ein Gespenst, von Leybold der hymnische Fluch genannt, schleicht von einem zum andern und drückt jedem rote Krallen ins Fleisch. Der Rauch der Schlöte schreit zum Himmel von den Qualen der Masse, die im Fusel und eignen Schlamme erstickt. Die Verse geben niemand recht, klagen niemanden an; sie konstatieren.“ S. 49

Im Dezember 1914 hielt Käthe Brodnitz im exklusiven St. Regis Hotel wohl einen der ersten Vorträge über den literarischen Expressionismus.

1915 kehrte Käthe Brodnitz nach Deutschland zurück; im Adressbuch von 1917 ist sie in der Kaiserin Auguste Straße 71 zu finden. Sie besuchte Hugo Ball und Emmy Hennings in Zürich, wo die beiden am Varieté-Ensemble Maxim engagiert waren. Gemeinsam mit Käthe veranstalteten sie am 17. Dezember 1915 einen „Modernen Autoren-Abend“ im Zunfthaus zur Zimmerleuten.
Am 4. April 1917 heiratete Käthe Brodnitz den zehn Jahre älteren Ingenieur und Fabrikbesitzer Theodor Fröhlich (* 28. März 1874 in Brühl (Rheinland)). Der gemeinsame Sohn Klaus Theodor Fröhlich wurde am 18. Januar 1918 geboren, die Tochter Liselotte zwei Jahre später 1920. Die Familie lebte in Berlin zunächst Groß-Querallee 1, später (mindestens ab 1930) In den Zelten 21. Käthe blieb weiter schriftstellerisch tätig, aber ihre expressionistischen Dramen waren wenig erfolgreich.
Käthes Bruder Karl Benno, der die vom Vater gegründete Maschinenfabrik weiterführte, hatte schon vor der Machtübernahme Hitlers die Emigration vorbereitet. Seine Frau Paula und ihre drei Kinder emigrierten 1934 von Hamburg aus mit der MS Procidia Richtung San Filiu. Er selbst war seit 1932 nicht mehr in Berlin gemeldet; die Firma verschwand 1933 aus dem Adressbuch.
Einige Jahre später emigrierten auch Käthe Fröhlich und ihre Tochter Lieselotte in die USA: „Ende 1938 floh ich ohne einen Pfennig nach hier.“
Der Sohn Klaus Theodor Fröhlich bestand 1938 die Vorprüfung für Mathematik und Physik an der Technischen Hochschule Hannover, erhielt jedoch weder das Prüfungszeugnis ausgefolgt, noch eine Empfehlung für seine Bewerbungen an die Universitäten Harvard und Boston. Er wurde am 26. Juni 1943 nach Auschwitz deportiert. Von dort gelangte er am 26. Januar 1945 nach Buchenwald, wo er am 9. Februar 1945 an einem Bauchschuss verstarb.
Der Ehemann Theodor Fröhlich wurde am 17. März 1943 nach Theresienstadt-Ghetto deportiert und starb dort am 29. Mai 1944.
Nach ihrer Emigration lebte Käthe Fröhlich in New Jersey und arbeitete als Sprachlehrerin und Universitätsdozentin in New York und New Haven (CT).
„Ihre Bedeutung liegt vor allem in ihren engen und anregenden Freundschaften mit expressionistischen Autoren. Ihr eigenes literarisches Werk war wenig erfolgreich. Die vor dem Ersten Weltkrieg entstandene, neuromantisch bestimmte Prosa und Lyrik fanden ebenso wenig Beachtung wie die Theaterstücke der 1920er und 1930er Jahre, von denen lediglich das in expressionistischer Nachfolge stehende Drama Mysterien veröffentlicht wurde.“

## Werke von Käthe Brodnitz

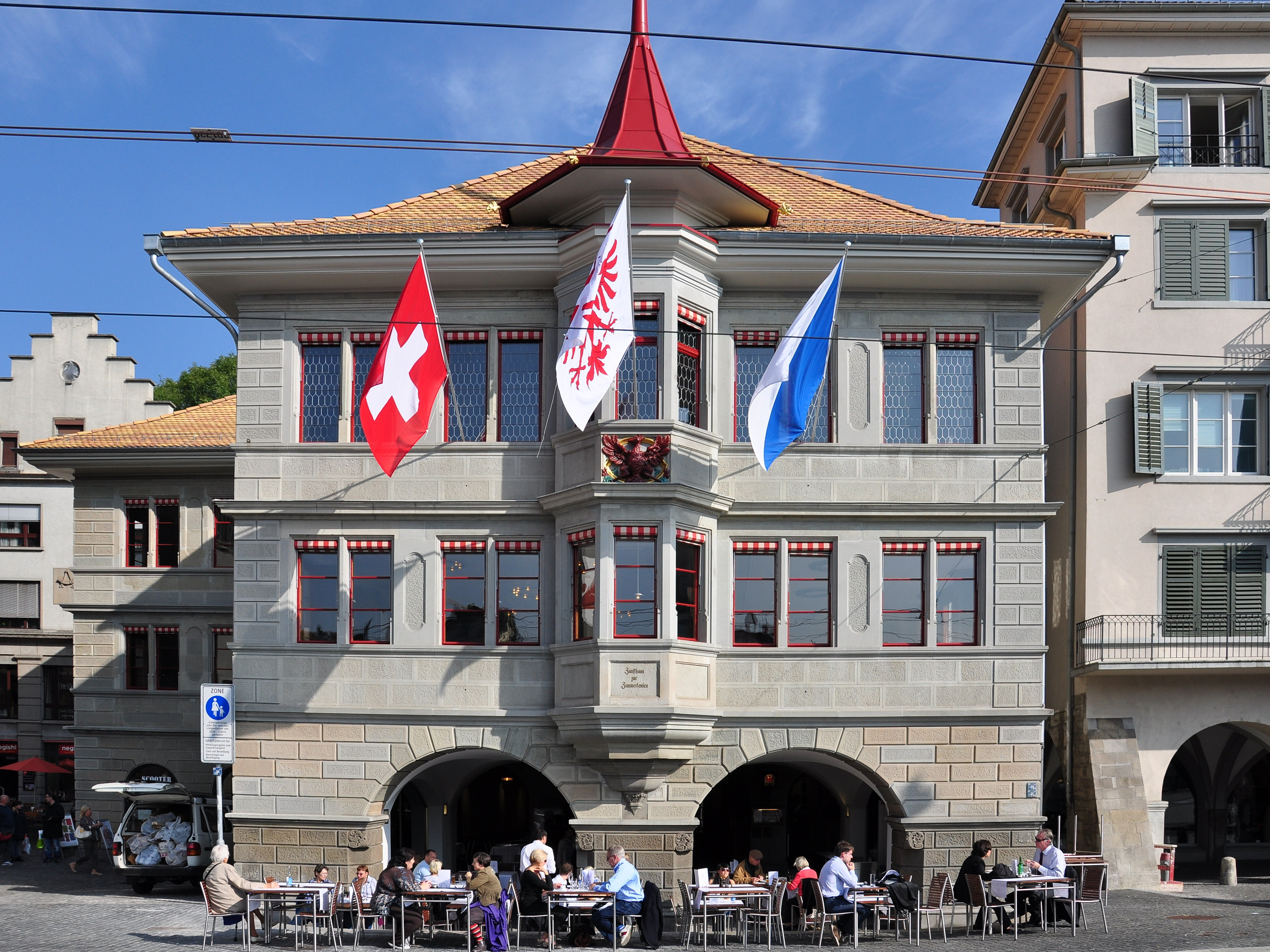
In diesem Zunfthaus zur Zimmerleuten in Zürich veranstalteten Käthe Brodnitz, Emmy Hennings und Hugo Ball am 17. Dezember 1915 einen „Modernen Autoren-Abend“.

### Ein Gedicht von Käthe Brodnitz
Verlangen (1914)
Den Rausch gib mir:

Goldregen wie Samen

schütte in meine durstige Brust.

Das Meer zum Trunk,

Zum glühenden Tanzplatz die Sonne.

Der Menschen Werke zum Spielzeug.

Schmiede mir schmiegsame Flügel

aus Platinsträhnen; dünn

aber stark und brennend von Glanz. –

Ich will viel Höhen kennen lernen.

### Erzählungen
- Ich bin dir treu! [Novelle] Berlin, 1911.

### Dramatik
- (als Brodnitz-Fröhlich): Mysterien: Gott Rausch – Mütter – Rotte Korah. Hallig-Verlag, Berlin-Wilmersdorf, 1931.

### Wissenschaftliche Werke
- Die vier Märchenkomödien von Ludwig Tieck (Philosophische Dissertation München 1912) Junge und Sohn, Erlangen 1912.
- Der junge Tieck und seine Märchenkomödien. Walhalla-Verlag 1912
- Nazarener und Romantiker: Eine Studie zu Friedrich Overbeck. (Kunstgeschichtliche Studien, Heft 2) Ebering, Berlin, 1914.
- Die futuristische Geistesrichtung in Deutschland [1914] In: Paul Raabe (Hrsg.): Expressionismus. Der Kampf um eine literarische Bewegung. Arche Zürich / dtv, München 1965, S. 42–50.

## Weblinks

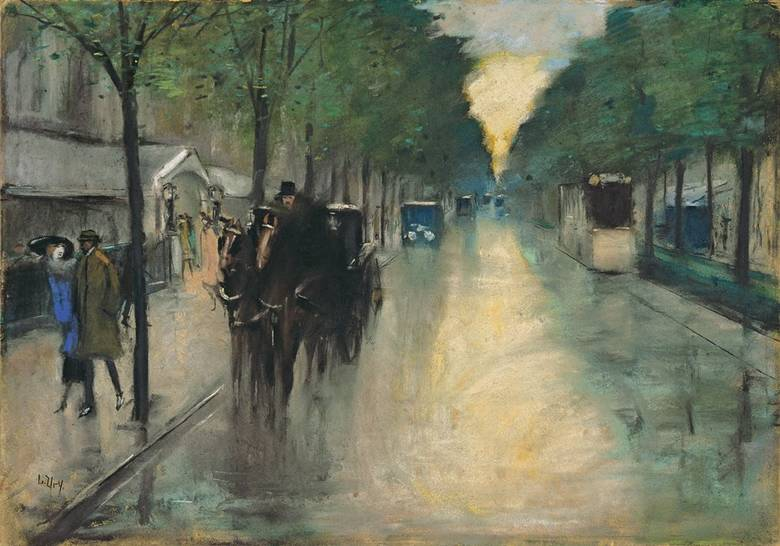
In den 1930er Jahren wohnte Käthe Fröhlich mit ihrer Familie in der Straße In den Zelten nahe dem Tiergarten. Dieses Pastell von Lesser Ury entstand einige Jahre früher.